# Cesaro i Sheamus
Cesaro i Sheamus (znani również jako The Bar) – tag team w profesjonalnym wrestlingu, który występuje w federacji WWE w brandzie Raw. Są obecnymi i trzykrotnymi posiadaczami WWE Raw Tag Team Championship. Duo rozpoczęło współpracę we wrześniu 2016 na polecenie ówczesnego generalnego menadżera Raw Micka Foleya, gdzie wcześniej rywalizowali ze sobą między innymi w Best of Seven series matchach.

## Historia

### Rywalizacja i formacja (2016)

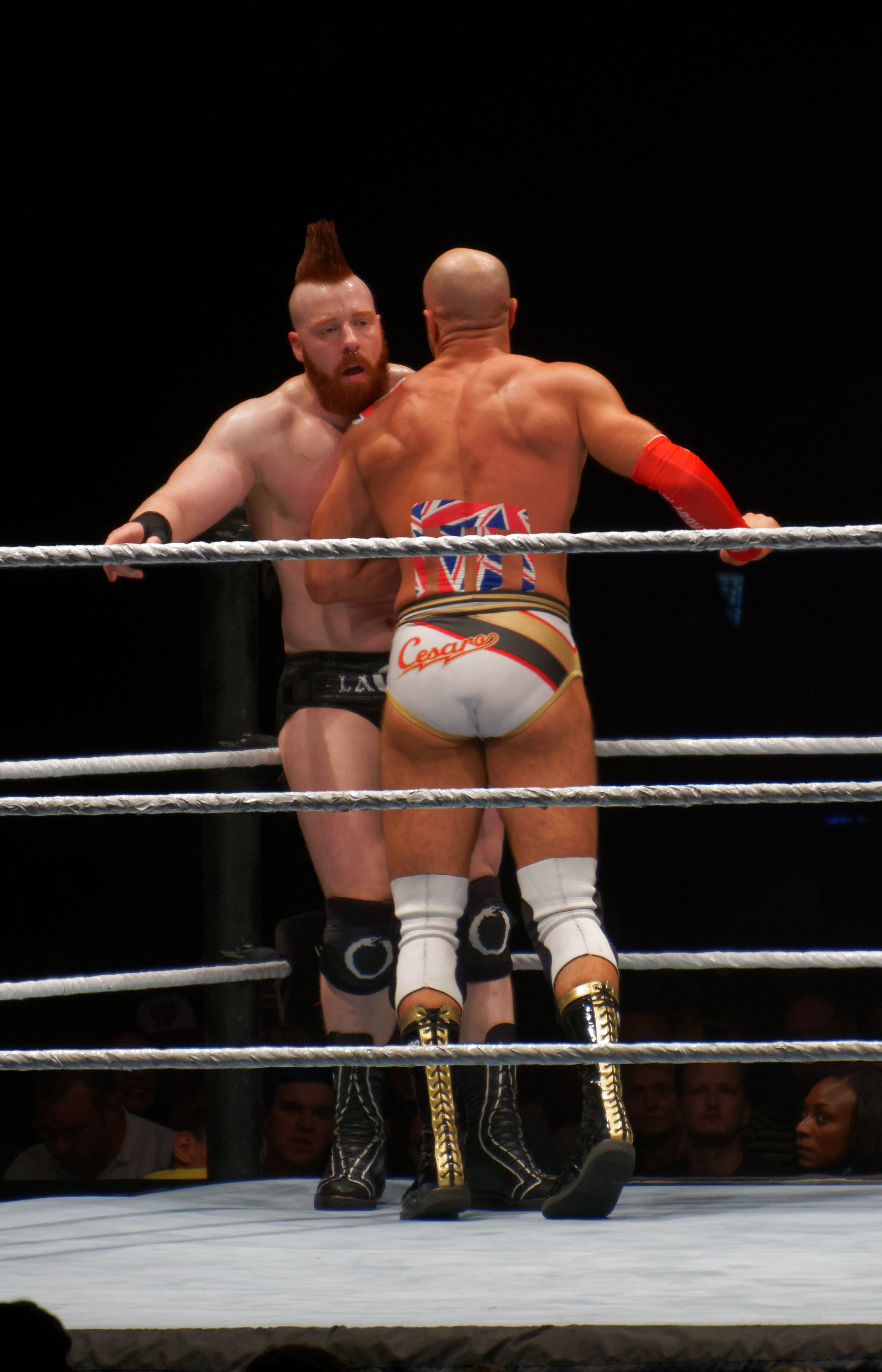
Cesaro walczący z Sheamusem.

19 lipca podczas odcinka tygodniówki SmackDown Cesaro i Sheamus zostali przydzieleni do brandu Raw wskutek ponownego podziału WWE na brandy i zorganizowania draftu. Duo rozpoczęło rywalizację, gdzie Cesaro pokonał Sheamusa w dwóch walkach, dzięki czemu otrzymał walkę o WWE United States Championship z Rusevem, lecz pojedynek przegrał ze względu na interweniującego Sheamusa. Cesaro twierdził, że otrzymałby więcej szans w brandzie SmackDown, zaś Sheamus mówił, że jego kariera osiągnęła dna od czasu uformowania grupy The League of Nations na początku roku. Generalny menadżer Raw Mick Foley ogłosił, że para zawalczy ze sobą w „Best of Seven series” (siedmiu walkach) o miano przyszłego pretendenta do nieokreślonego wcześniej tytułu. Sheamus wygrał trzy pierwsze pojedynki, między innymi odniósł pierwsze zwycięstwo podczas gali SummerSlam, zaś Cesaro wygrał trzy kolejne. Siódma walka podczas gali Clash of Champions zakończyła się bez rezultatu. Ponieważ Foley był zadowolony z jakości ich walki i nie chciał, aby któryś z nich został kontuzjowany podczas ósmej walki, zadecydował im obu dać szansę na tytuły mistrzowskie, którymi były drużynowe WWE Raw Tag Team Championship.

### Raw Tag Team Champions (od 2016)
Cesaro i Sheamus pokonali posiadaczy Raw Tag Team Championship The New Day (Big E, Kofi'ego Kingstona i Xaviera Woodsa w non-title matchu podczas odcinka Raw z 24 października, a także przez dyskwalifikację podczas październikowej gali Hell in a Cell. 7 listopada zostali ogłoszeni częścią tag-teamowej drużyny Raw w 10-on-10 Survivor Series Tag Team Elimination matchu podczas gali Survivor Series przeciwko drużynie SmackDown; ostatecznie zespół Raw wyszedł zwycięsko, a jedynymi ocalonymi w starciu byli Cesaro i Sheamus. Z tego powodu Foley dał im kolejna szansę na tytuły tag team dzień po tejże gali, lecz z powodu interwencji Woodsa przegrali pojedynek. 28 listopada na Raw po wyreżyserowanym segmencie w barze, obaj doszli do porozumienia i wspólnie zaczęli kooperować. 12 grudnia wzięli udział w starciu trzech drużyn o Raw Tag Team Championship (wraz z Lukiem Gallowsem i Karlem Andersonem), lecz pojedynek ponownie wygrało The New Day. Z powodu wygranej walki o miano pretendenta podczas gali WWE Tribute to the Troops, Cesaro i Sheamus zawalczyli i pokonali The New Day o Raw Tag Team Championship, co stanowiło drugie panowanie Cesaro i pierwsze Sheamusa w ich karierach. Zakończyli również 483-dniowe panowanie The New Day będące najdłuższym w historii federacji. Obronili tytuły w starciu z byłymi mistrzami 26 grudnia podczas odcinka Raw.
16 stycznia duo ogłosiło wzięcie udziału w Royal Rumble matchu. Mimo tego podczas pre-show gali Royal Rumble utracili tytuły na rzecz Gallowsa i Andersona, zaś podczas Royal Rumble matchu z powodu nieporozumienia zostali wyeliminowani przez Chrisa Jericho. Podczas lutowej gali Fastlane Cesaro pokonał Jindera Mahala. W marcu zostało ogłoszone, że Cesaro i Sheamus wezmą udział w triple threat ladder matchu o tytuły tag team na WrestleManii 33 przeciwko Enzo Amore i Big Cassowi oraz Gallowsowi i Andersonowi. Podczas gali powrócili The Hardy Boyz (Jeff Hardy i Matt Hardy), którzy zostali dodani do walki i zdobyli mistrzostwa.
Dzień później podczas tygodniówki Raw Cesaro i Sheamus pokonali Enzo i Cassa stając się pretendentami do tytułów Hardy Boyz na gali Payback. Pojedynek przegrali, lecz po uściśnięciu dłoni zaatakowali mistrzów, wskutek czego stali się heelami – od tej pory zaczęli występować w podobnych strojach i przy zsynchronizowanej muzyce obu wrestlerów. W maju wygrali tag team turmoil match ponownie stając się przeciwnikami Hardy Boyz na gali Extreme Rules. Z powodu wygranej Matta Hardy'ego nad Sheamusem podczas Raw z 22 maja, mistrzowie jako stypulację wybrali Steel Cage match. Podczas gali Extreme Rules, Cesaro i Sheamus pokonali Hardy Boyz i drugi raz w karierze wspólnie stali się mistrzami tag team. Duo obroniło pasy 12 czerwca w 2-out-of-3 falls matchu. 3 lipca zostało ogłoszone, że będą bronili pasów przeciwko Hardy Boyz w 30-minutowym Iron Man matchu podczas lipcowej gali WWE Great Balls of Fire; walka zakończyła się zwycięstwem Cesaro i Sheamusa z wynikiem 4–3.
31 lipca podczas odcinka Raw mistrzowie zażartowali z Setha Rollinsa z powodu słabego partnerstwa z Deanem Ambrosem; Rollins wyzwał do walki Sheamusa i go pokonał, lecz po walce został zaatakowany przez Cesaro i Sheamusa, jednakże Rollinsowi pomógł Ambrose. W kolejnym tygodniu Rollins i Ambrose pokonali kolejno Sheamusa i Cesaro w singlowych starciach, po czym 14 sierpnia jako tag-team częściowo zreformowali drużynę The Shield. Cesaro i Sheamus utracili pasy na rzecz Rollinsa i Ambrose'a podczas gali SummerSlam. Duo otrzymało rewanż 24 września na gali No Mercy, lecz z walki zwycięsko wyszli Ambrose i Sheamus; podczas walki Cesaro uszkodził dwa przednie zęby.
6 listopada podczas Raw produkowanego w Manchesterze, Cesaro i Sheamus pokonali Ambrose'a i Rollinsa z powodu interwencji The New Day, stając się trzykrotnymi posiadaczami Raw Tag Team Championship – dzięki zwycięstwu Cesaro stał się rekordowo czterokrotnym posiadaczem tytułu. Podczas gali Survivor Series zmierzyli się i przegrali z posiadaczami WWE SmackDown Tag Team Championship The Usos (Jeyem i Jimmym Uso). 25 grudnia 2017 na Raw, Cesaro i Sheamus stracili swoje tytuły WWE Raw Tag Team Championship w starciu z Sethem Rollinsem i Jasonem Jordanem.

## Styl walki
- Drużynowe finishery
  - Spinebuster lift (Cesaro) i Brogue Kick (Sheamus)
- Inne ruchy drużynowe
  - The Bar (Double clothesline)
  - Double back kick
  - Double High Cross[9]
  - Flapjack (Sheamus) i European uppercut (Cesaro)
  - Rolling fireman's carry slam (Sheamus) i double foot stomp (Cesaro)
  - White Noise (Sheamus) i Diving neckbreaker (Cesaro)
- Przydomki
  - „The Bar”
- Motywy muzyczne
  - „Swiss Made” / „Hellfire” ~ CFO$ (od 2016)[10][11]

## Mistrzostwa i osiągnięcia
- Wrestling Observer Newsletter
  - Najbardziej niedoceniany wrestler (2016) – Cesaro[12]
- Pro Wrestling Illustrated
  - PWI umieściło Cesaro w top 500 wrestlerów rankingu PWI 500: 55. miejsce w 2016; 54. miejsce w 2017[13]
  - PWI umieściło Sheamusa w top 500 wrestlerów rankingu PWI 500: 17. miejsce w 2016; 57. miejsce w 2017[14]
- WWE
  - WWE Raw Tag Team Championship (3 razy)